# アブドッラー・アル＝ハイバリー
アブドッラー・アル＝ハイバリー（アラビア語: عبدالله الخيبري、Abdullah Al Khaibari、1996年8月16日 - ）は、サウジアラビアのサッカー選手。サウジ・プロフェッショナルリーグのアル・ナスルFC所属、ポジションはMF。元サウジアラビア代表。

## 経歴

### クラブ
2017年にサウジ・プロフェッショナルリーグ初出場。
2019年、アル・ナスルFCに移籍。

### 代表
AFC U-23選手権2018出場。
A代表初出場は、2018年2月28日の国際親善試合、対イラク戦。
2018年5月、2018 FIFAワールドカップのメンバーに選出された。

## 代表歴

### 出場大会
- サウジアラビア代表
  - 2018 FIFAワールドカップ

### 試合数
- 国際Aマッチ 19試合 0得点（2018年-）[1]

| サウジアラビア代表 | 国際Aマッチ | 国際Aマッチ |
| 年                 | 出場        | 得点        |
| ------------------ | ----------- | ----------- |
| 2018               | 9           | 0           |
| 2019               | 2           | 0           |
| 2020               | 0           | 0           |
| 2021               | 0           | 0           |
| 2022               | 2           | 0           |
| 2023               | 6           | 0           |
| 2024               |             |             |
| 通算               | 19          | 0           |